# 南化淨水場小水力發電廠

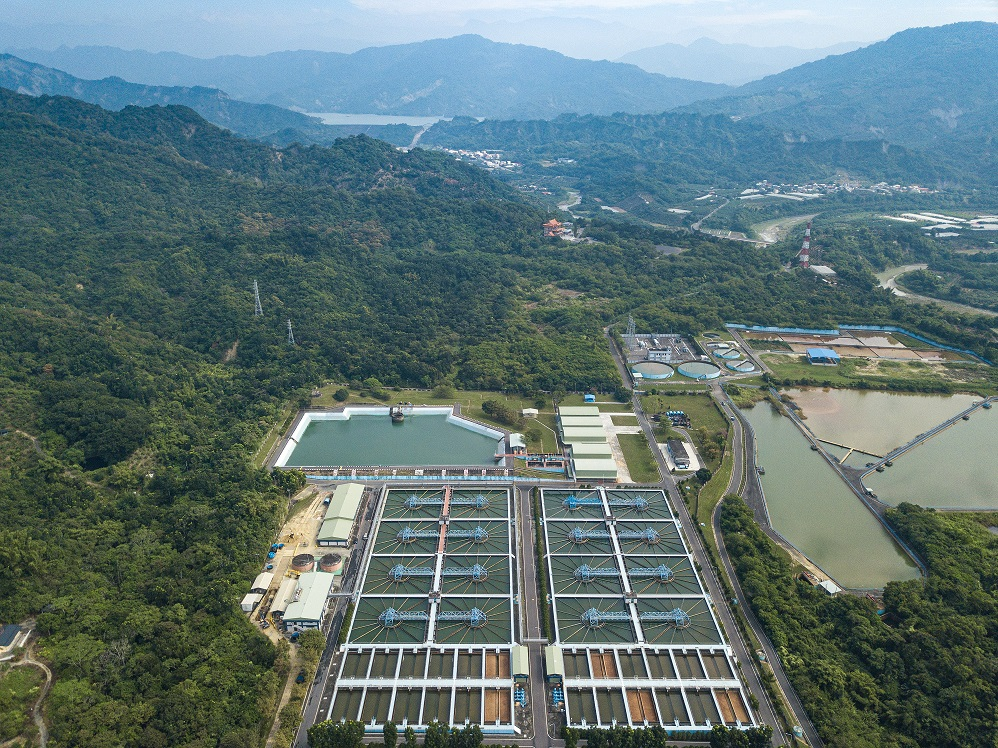
南化淨水場空照圖。

南化淨水場小水力發電廠位於臺灣臺南市南化區南化淨水場內，該淨水場由台灣自來水公司管轄，電廠經台水公司規劃後對外招租，由經一綠能股份有限公司得標，為台水公司首度投入水力發電之先驅，預計於2025年竣工商轉。

## 沿革

### 背景
南化淨水場為台灣自來水公司第六區管理處南化給水廠所管轄，為大臺南與高雄地區重要的民生、工業供水來源，南化淨水場與南化水庫均於1988年12月動工，1993年10月1日竣工，11月開始供水，其中南化淨水場之水源透過南化水庫取水工，經原水管進入場區處理。

### 計畫
台灣自來水公司早在2016年為了解南化水庫至南化淨水場間，原水管所形成之落差的小水力發電可行性，委託中興工程顧問公司完成評估報告，而當時規劃上該場域具有小水力發電的潛力，但因所規畫水輪發電機組為管路式水輪發電機，而當時《再生能源發展條例》並未納入管路式小水力，因此台水公司在完成評估報告後即終止計畫。
2019年立法院完成《再生能源發展條例》修正案，管路式小水力與其他小型、社區型發電均納入開發方案，台水公司重啟南化淨水場小水力計畫。於2021年11月10日對外公告「南化淨水場導水管線小水力發電設備建置」招標案，並於2022年2月7日宣布由經一綠能公司得標，台水公司將以20年為租賃期，提供南化淨水場3,200平方公尺土地供得標廠商興建小水力發電廠。
南化淨水場小水力發電廠利用南化水庫原水管至淨水場間18.6公尺之有效落差，以及額定流量7.5 每秒立方公尺設置發電廠，總裝置容量為1,160kW，並且台水公司為顧及淨水場供水安全，因此規定發電廠需在南化原水管備援管，或2024年底「曾文南化聯通管工程計畫」通水後才能商轉發電。因此該發電廠預計於2025年才會竣工商轉，以商轉40年估算，總發電量將可達到3.3億度電，可減少約16萬8,634公噸二氧化碳排放量，相當於534座大安森林公園的造林效益。

## 設施

### 發電機組
| 名稱   | 發電機型號 | 水輪機型號 | 機組數量 | 發電方式 | 有效落差（公尺） | 單一機組用水量（CMS） | 容量（kW） | 取用水源           | 商轉日期       | 狀態   |
| ------ | ---------- | ---------- | -------- | -------- | ---------------- | --------------------- | ---------- | ------------------ | -------------- | ------ |
| 一號機 | 交流發電機 |            | 1        | 川流式   | 18.6             | 7.5                   | 1,160      | 南化水庫（後堀溪） | 2025年（預計） | 計畫中 |